# Cheirogaleidae
I Cheirogaleidi (Cheirogaleidae Gray, 1873) sono una famiglia di lemuri caratterizzati dalle dimensioni ridotte. Come tutti i lemuri sono endemici del Madagascar.
Sono l'unica famiglia della superfamiglia Cheirogaleoidea.

## Descrizione
Rispetto agli altri lemuri hanno dimensioni più contenute (sempre inferiori ai 40 cm, coda inclusa, per un peso massimo di mezzo kg): fra di essi, infatti, si trovano i lemuriformi di minori dimensioni.
Generalmente hanno colorazione grigiastra, che tende a divenire più chiara sul ventre. Altre caratteristiche comuni sono grandi orecchie ed altrettanto grandi occhi, zampe posteriori allungate e coda molto lunga (fino a una volta e mezzo il corpo).
Possiedono un tapetum lucidum per ottimizzare la vista notturna; essi sono, infatti, animali solitari, notturni e arboricoli.
Con le zampe posteriori da rana possono spiccare lunghi balzi: quando costretti al suolo, cioè assai raramente, si muovono saltellando sulle zampe posteriori.
La loro aspettativa di vita in natura è sconosciuta: in cattività, gran parte delle specie raggiunge i 15 anni d'età.

## Tassonomia
- Famiglia Cheirogaleidae
  - Sottofamiglia Cheirogaleinae
    - Genere Allocebus
      - Allocebus trichotis - chirogaleo dalle orecchie pelose

    - Genere Cheirogaleus
      - Gruppo C. medius
        - Cheirogaleus adipicaudatus- chirogaleo a coda grassa meridionale
        - Cheirogaleus medius - chirogaleo medio

      - Gruppo C. major
        - Cheirogaleus crossleyi - chirogaleo di Crossley
        - Cheirogaleus major - chirogaleo bruno
        - Cheirogaleus minusculus - chirogaleo grigio minore
        - Cheirogaleus ravus - chirogaleo grigio maggiore
        - Cheirogaleus sibreei - chirogaleo di Sibree

    - Genere Microcebus
      - Microcebus arnholdi - microcebo di Arnhold[1]
      - Microcebus berthae - microcebo di madame Berthe
      - Microcebus bongolavensis - microcebo di Bongolava[2]
      - Microcebus danfossi - microcebo di Danfoss[2]
      - Microcebus gerpi - microcebo del GERP[3]
      - Microcebus griseorufus - microcebo rossogrigio
      - Microcebus jollyae - microcebo di Jolly
      - Microcebus lehilahytsara - microcebo di Goodman
      - Microcebus macarthurii - microcebo di McArthur[4]
      - Microcebus mamiratra - microcebo di Claire
      - Microcebus margotmarshae - microcebo di Margot Marsh[1]
      - Microcebus mittermeieri - microcebo di Mittermeier
      - Microcebus murinus - microcebo murino
      - Microcebus myoxinus - microcebo pigmeo
      - Microcebus ravelobensis - microcebo bruno e dorato
      - Microcebus rufus - microcebo rosso
      - Microcebus sambiranensis - microcebo di Sambirano
      - Microcebus simmonsi - microcebo di Simmons
      - Microcebus tavaratra - microcebo rosso settentrionale

    - Genere Mirza
      - Mirza coquereli - microcebo di Coquerel
      - Mirza zaza - microcebo gigante settentrionale

  - Sottofamiglia Phanerinae
    - Genere Phaner
      - Phaner furcifer - valuvi comune
      - Phaner electromontis - valuvi delle Montagne d'Ambra
      - Phaner pallescens - valuvi pallido
      - Phaner parienti - valuvi di Pariente